# 不老泉
不老泉（ふろうせん）は、大分県別府市中央町にある市営の共同温泉である。

## 概要
別府八湯のひとつで別府市中心部に位置する別府温泉にあり、別府駅から徒歩約5分と交通の便がよい市営温泉である。かつては皇太子時代の昭和天皇が訪れたこともある別府市を代表する温泉であった。

## 歴史
古くは、「不老湯」、「田中ノ湯」、「田の湯」と呼ばれた。1875年（明治8年）の『速見郡村誌』には、「不老湯、質温、硫黄、明礬気ヲ以テす、瘡毒、皮鮮、悪瘡等総テ諸腫物、痒瘡症ニ即効アリ、浴場弐ケ所」と記されている。
すでに、1888年（明治21年）には共同浴場が設けられていたようであるが、1902年（明治35年）には3階建て（1、2階各90坪、3階75坪）への改築が行われ、男女それぞれ特等、上等、並等の3種の浴槽と、飲湯、髪洗湯、手拭洗湯、温度調和所、湯滝、休憩所、商品陳列所等を有する大規模な施設に整備された。
さらに、1919年（大正8年）から1921年（大正10年）3月にも2度目の改築を行い、浴槽を男女それぞれ上等湯、並湯の2種とし、他に家族温泉、電気治療温泉を設けた。また、2階には休憩室、3階には展望台が設けられている。1920年（大正9年）11月7日には皇太子（摂政宮）時代の昭和天皇がこの温泉を訪れており、当時は設備の整った別府市を代表する温泉であったことが分かる。
1957年（昭和32年）には3度目の改築が行われ、1階に温泉、2階に地区公民館、3階に集会室が設けられて、地域のコミュニティー施設としての役割が持たせられた。
2013年（平成25年）9月からは、建物が老朽したことから4度目の改築が行われ、2014年（平成26年）8月8日にオープンした。改築後の不老泉は、鉄筋コンクリート構造2階建てで、1階が浴室、2階が集会室（28畳と37畳の2室）。浴室は、改築前同様に市営温泉で最も広い浴槽を持ち、男女それぞれ、あつ湯（44度）、ぬる湯（41度）の2つの浴槽が設けられている。壁面や坪庭には、1902年（明治35年）の改築当時の鬼瓦が配置されている。なお、この改築に当たっては、旧来の敷地約1,600m2のうち、東側約600m2部分に別府商工会館が建設されている。

## 泉質等
- 泉質：単純温泉（弱アルカリ性低張性高温泉）[7]
- 源泉温度：48.0°C[7]
- PH：7.54 - 7.9[7]

※一般的適応症（浴用）：神経痛、筋肉痛、関節痛、五十肩、運動麻痺、関節のこわばり、打ち身、くじき、慢性消化器病、痔疾、冷え性、病後回復期、疲労回復、健康増進

## 営業
- 入浴料金：250円[3]
- 営業時間：6:30 - 22:30（※14時～15時までの1時間は清掃時間）[3]
  - 休館日：年末大掃除日（不定）

## 所在地
- 大分県別府市中央町7-16[3]

## 交通
- 電車 - 九州旅客鉄道（JR九州）日豊本線別府駅から徒歩約5分[3]
- 自動車
  - 大分自動車道別府ICから約15分[3]
  - 別府国際観光港から約10分[3]